# Vincenzo Tizzani
Vincenzo Tizzani CRL (* 27. Juni 1809 in Rom; † 19. Januar 1892 ebenda) war ein italienischer Geistlicher, Bischof von Terni und Lateinischer Patriarch von Antiochia.

## Leben
Die Familie Tizzani stammte aus Massa Lubrense in Kampanien. Vincenzos Eltern waren Paolo Tizzani und dessen Ehefrau Teresa Bedoni. Nach dem Tod seines Vaters 1813 wurde er in die Obhut des Bruders seiner Mutter, des Geistlichen Gaetano Bedoni gegeben. Vincenzo Tizzani wurde am 14. August 1832 von der Universität La Sapienza zum Doctor theologiae promoviert. Die Priesterweihe empfing er am 15. März 1834, nachdem er am 8. Oktober 1833 in die „Kongregation des Allerheiligsten Erlösers vom Lateran“ (Augustiner-Chorherren vom Lateran) aufgenommen worden war. Ebenfalls 1833 wurde er Koadjutor seines Ordensbruders Paolo Del Signore als Professor für Kirchengeschichte an der Universität La Sapienza und nach dem Tod Del Signores am 18. Oktober 1836 Inhaber des Lehrstuhls, den er mit Unterbrechungen bis 1872 innehatte. Daneben wurde er in seinem Orden 1835 Lektor der Theologie. In den Dienst der Kurie trat er zunächst als Auditor der Nunziatur in Neapel, wurde aber wenige Monate später, am 31. Oktober 1837, zum Konsultor der Indexkongregation und am 5. September 1838 zum Examinator der Bischöfe für Theologie bestellt.
Papst Gregor XVI. ernannte ihn am 3. April 1843 zum Bischof von Terni. Die Bischofsweihe spendete ihm am 18. April desselben Jahres der Kardinalbischof von Sabina, Luigi Emmanuele Nicolo Lambruschini CRSP; Mitkonsekratoren waren Erzbischof Fabio Maria Asquini und Bischof Giuseppe Maria Pietro Raffaele Castellani OESA, Päpstlicher Sakristan. Am 14. November 1848 verzichtete er auf den Bischofssitz und wurde 1853 wieder Professor für Kirchengeschichte an der Universität La Sapienza. Papst Pius IX. ernannte ihn am 30. März 1855 zum Titularerzbischof von Nisibis, Papst Leo XIII. zum Lateinischen Patriarchen von Antiochia. Er war eng befreundet mit dem Dichter Giuseppe Gioachino Belli, dessen Sonnetti romaneschi er als Nachlassverwalter bewahrte.
Patriarch Tizzani nahm am Ersten Vatikanischen Konzil teil und hielt seine Beobachtungen wie auch seine kritischen Anmerkungen in Tagebüchern fest, die erst im späten 20. und frühen 21. Jahrhundert veröffentlicht wurden.
Vincenzo Tizzani starb erblindet in Rom und wurde in der Kirche San Pietro in Vincoli beigesetzt.

## Werke
- Il Concilio Vaticano I – Diario di Vincenzo Tizzani (1869–1870). Hrsg. von Lajos Pásztor. Stuttgart 1991, 2 Bände. XLV, 643 S.
- Effemeridi romane. Tagebuchaufzeichnungen. I: 1828–1860. Hrsg. von Giuseppe Croce, Rom 2015.[2]